# Fernando (football, 1971)
Pour les articles homonymes, voir Fernando.
 Fernando Sánchez Cipitria, dit Fernando, né le 12 septembre 1971 à Madrid, est un footballeur international espagnol reconverti en entraîneur.

## Biographie

### Carrière de joueur
Fernando Sánchez Cipitria est issu des équipes inférieures du Real Madrid. En 1992, il intègre le Real Madrid Castilla, l'équipe réserve du Real Madrid. Il est immédiatement prêté au CD Leganés, évoluant en Segunda División B. La saison suivante, il fait son retour au Real Madrid Castilla. Il dispute son premier match avec la Castilla le 4 septembre 1993 contre Hércules Alicante dans le cadre de la première journée de Segunda División 1993-1994 (victoire 3-1).
En juillet 1995, il quitte la Castilla, et rejoint le Real Valladolid évoluant en Primera División, où il retrouve son ancien entraîneur Rafael Benítez qui l'a entraîné à la Castilla entre 1993 et 1995. Il dispute son premier match de Primera División avec Valladolid le 3 septembre 1995 face au FC Barcelone dans le cadre de la première journée du championnat espagnol 1995-1996. Lors de cette défaite 2-0, il commence le match en tant que titulaire.
En juillet 1997, il rejoint le Betis Séville. Après deux saisons au Betis, il rejoint le Deportivo La Corogne. Lors de sa première saison au Super Dépor, il remporte son seul championnat espagnol et a disputé seulement 19 rencontres de championnat. Peu utilisé au Deportivo La Corogne, il est prêté au CA Osasuna lors de la saison 2001-2002. La saison suivante, il est prêté en Bundesliga à Hanovre 96 (dispute seulement deux rencontres), et son prêt est résilié en décembre 2002. Puis, en janvier 2003, il est prêté jusqu'à la fin de la saison à Córdoba CF en Segunda División. À la fin de la saison, il met fin à sa carrière professionnelle à l'âge de 32 ans.

### Sélection nationale
Fernando Sánchez Cipitria est convoqué pour la première fois par le sélectionneur national Javier Clemente pour un match amical contre la France le 28 janvier 1998. Il entre à la 80e minute à la place de Guillermo Amor (défaite 1-0). Il reçoit sa dernière sélection le 25 mars 1998 contre la Suède (victoire 4-0).

### Carrière d'entraîneur
En juillet 2007, il est nommé entraineur du CD Laguna (en), évoluant en Tercera División. Le 30 octobre 2007, il est demis de ses fonctions. La saison suivante, il est nommé entraineur du CUC Villalba (en), évoluant en Tercera División. Le 17 mai 2009, il quitte ses fonctions au terme d'une saison décevante (relégué en cinquième division). 
Entre juillet 2012 et décembre 2018, il est le directeur du centre de formation du Guangzhou Evergrande,. Le 1er janvier 2019, il est nommé entraîneur du Xinjiang Tianshan Leopard (en), évoluant en China League Two (en).

## Palmarès
- Avec le  CD Leganés
  - Champion d'Espagne de D3 en 1993

- Avec le  Deportivo La Corogne
  - Champion d'Espagne en 2000

## Statistiques

### Statistiques de joueur
| Saison                | Club                  | Championnat           | Championnat | Championnat | Coupe(s) nationale(s) | Coupe(s) nationale(s) | Compétition(s) continentale(s) | Compétition(s) continentale(s) | Compétition(s) continentale(s) | Séries | Séries | Espagne | Espagne | Total | Total |
| Saison                | Club                  | Division              | M.          | B.          | M.                    | B.                    | Comp.                          | M.                             | B.                             | M.     | B.     | M.      | B.      | M.    | B.    |
| 1992-1993             | CD Leganés (prêt)     | Segunda División B    | 26          | 3           | -                     | -                     | -                              | -                              | -                              | 6      | 0      | -       | -       | 32    | 3     |
| Sous-total            | Sous-total            | Sous-total            | 26          | 3           | 0                     | 0                     | -                              | 0                              | 0                              | 6      | 0      | 0       | 0       | 32    | 3     |
| 1993-1994             | Real Madrid Castilla  | Segunda División      | 31          | 0           | -                     | -                     | -                              | -                              | -                              | -      | -      | -       | -       | 31    | 0     |
| 1994-1995             | Real Madrid Castilla  | Segunda División      | 37          | 2           | -                     | -                     | -                              | -                              | -                              | -      | -      | -       | -       | 37    | 2     |
| Sous-total            | Sous-total            | Sous-total            | 68          | 2           | -                     | -                     | -                              | -                              | -                              | -      | -      | -       | -       | 68    | 2     |
| 1995-1996             | Real Valladolid       | Primera División      | 40          | 7           | 5                     | 1                     | -                              | -                              | -                              | -      | -      | -       | -       | 45    | 8     |
| 1996-1997             | Real Valladolid       | Primera División      | 38          | 11          | 3                     | 1                     | -                              | -                              | -                              | -      | -      | -       | -       | 41    | 12    |
| Sous-total            | Sous-total            | Sous-total            | 78          | 18          | 8                     | 2                     | -                              | 0                              | 0                              | 0      | 0      | 0       | 0       | 86    | 20    |
| 1997-1998             | Betis Séville         | Primera División      | 31          | 2           | 3                     | 0                     | C2                             | 4                              | 0                              | -      | -      | 2       | 0       | 40    | 2     |
| 1998-1999             | Betis Séville         | Primera División      | 29          | 2           | 1                     | 0                     | C3                             | 4                              | 1                              | -      | -      | -       | -       | 34    | 3     |
| Sous-total            | Sous-total            | Sous-total            | 60          | 4           | 4                     | 0                     | -                              | 8                              | 1                              | 0      | 0      | 2       | 0       | 74    | 5     |
| 1999-2000             | Deportivo La Corogne  | Primera División      | 19          | 0           | 3                     | 0                     | C3                             | 7                              | 1                              | -      | -      | -       | -       | 29    | 1     |
| 2000-2001             | Deportivo La Corogne  | Primera División      | 14          | 3           | 1                     | 0                     | C1                             | 5                              | 0                              | -      | -      | -       | -       | 20    | 3     |
| Sous-total            | Sous-total            | Sous-total            | 33          | 3           | 4                     | 0                     | -                              | 12                             | 1                              | 0      | 0      | 0       | 0       | 49    | 4     |
| 2001-2002             | CA Osasuna (prêt)     | Primera División      | 30          | 2           | 1                     | 0                     | -                              | -                              | -                              | -      | -      | -       | -       | 31    | 2     |
| Sous-total            | Sous-total            | Sous-total            | 30          | 2           | 1                     | 0                     | -                              | 0                              | 0                              | 0      | 0      | 0       | 0       | 31    | 2     |
| 2002-2003             | Hanovre 96 (prêt)     | Bundesliga            | 2           | 0           | -                     | -                     | -                              | -                              | -                              | -      | -      | -       | -       | 2     | 0     |
| Sous-total            | Sous-total            | Sous-total            | 2           | 0           | 0                     | 0                     | -                              | 0                              | 0                              | 0      | 0      | 0       | 0       | 2     | 0     |
| 2002-2003             | Córdoba CF (prêt)     | Segunda División      | 6           | 1           | -                     | -                     | -                              | -                              | -                              | -      | -      | -       | -       | 6     | 1     |
| Sous-total            | Sous-total            | Sous-total            | 6           | 1           | 0                     | 0                     | -                              | 0                              | 0                              | 0      | 0      | 0       | 0       | 6     | 1     |
| Total sur la carrière | Total sur la carrière | Total sur la carrière | 303         | 33          | 17                    | 2                     | -                              | 20                             | 2                              | 6      | 0      | 2       | 0       | 348   | 37    |